# 陈祖涛
陳祖濤（1928年1月—2022年8月22日），中华人民共和国建立初期的汽车工程师，是中共元老陳昌浩次子，生於湖北漢陽，乳名洋生。11歲到蘇聯，1945年5月考入蘇聯鮑曼工學院機床與工具專業。與毛岸英熟識，和李鵬是留蘇同學，並受到蔡暢的關照。被誉为中國汽車工業奠基人之一，有媒体评价為「中国一汽第一人」。

## 生平

### 早年
1928年1月，陈祖涛出生在湖北省汉阳县蔡甸。1938年，10岁的陈祖涛被周恩来安排送往延安，之后进入延安保育小学上学。

### 苏联生涯
1939年陈昌浩因胃病前往苏联疗养，陈祖涛随行。同机人员还包括高岗儿子高毅、周恩来养女孙维世、陈伯达儿子陈小达，途径兰州时，刘少奇儿子刘允斌、女儿刘爱琴也随机搭乘，抵达苏联后，进入位于莫尼诺的第二国际儿童院。1945年，考入莫斯科鲍曼最高技术学院机械系，学校安排学习焊接专业。后本人申请改为机床与工具专业，重点是汽车。

### 一汽任职
1951年，陳祖濤畢業回國，在周恩来安排下任發動機車間任技術副主任，1953年再赴蘇聯擔任第一汽車製造廠駐蘇代表。回國後，於1955年擔任一汽生產準備處副處長、工藝處副處長、處長；後任「長春汽車工廠設計處」處長兼總工程師。先後與江澤民，李嵐清共事，但在一汽資歷遠超過江，李。1960年代初期，參與設計和建設「紅旗」轎車、軍用越野車兩個生產基地。1962年至1965年間，參加川汽、北汽、南汽、濟汽、沈汽、北內、長拖等大型專案的規劃設計等工作。1964年，參加二汽建設，擔任二汽總工程師、技術副廠長。
1956年，陳祖濤前往联邦德国，与奔驰，实现了中华人民共和国与联邦德国的首次接触，促进了北京与波恩之间的联系。

### 筹办二汽
1967年，遭到關押、審查。1970年8月，審訊者逼迫陳祖濤承認在蘇聯時的中國學生同鄉會是「特務組織」，責令交待特務活動。因拒不認罪，遭到連續十多天的拷打。
1972年12月，中共中央指示下，中共湖北省委成立二汽临时党委，找到陈祖涛，次年初重回二汽，协助书记饶斌恢复二汽生产。此后至1980年，陳祖濤重新在二汽主持技術工作，任第一任總工程師、技術副廠長，當時王兆國為其下屬。

### 回京履职
1980年，陳祖濤奉調北京。1981年起參加籌建中國汽車工業總公司，歷任總工程師、副總經理、總經理。1982年，擔任中國汽車聯合會理事長，主持全國汽車工業發展工作。
1988年起，60岁的陈祖涛离开领导岗位，擔任國家科委專職委員，參與國家經濟開發區的設立工作，關注汽車行業進展。2003年12月离休。
1993年至2003年，陳祖濤曾任第八屆、第九屆全國政協委員。著有自傳《我的汽車生涯》，2005年出版。
2022年8月22日在北京逝世。

## 家庭
父亲陈昌浩（1906年9月18日－1967年7月30日）
兄长陈祖泽（1926年10月－2022年8月19日）
胞弟陈祖莫（1945年5月1日－）